# Trichocolea
Trichocolea là một chi rêu trong họ Trichocoleaceae.